# Marcin Pawlak (samorządowiec)
Marcin Pawlak (ur. 22 października 1950 w Myślenicach, zm. 12 stycznia 2015 w Dobczycach) – polski samorządowiec i inżynier, w latach 1990–1998 oraz 2002–2015 burmistrz Dobczyc, członek zarządu województwa małopolskiego I kadencji.

## Życiorys
Urodził się 12 października 1950 w Myślenicach. Ukończył technikum elektryczne w Dobczycach, a następnie studia inżynierskie na krakowskiej Akademii Górniczo-Hutniczej. Pracował w Hucie im. Lenina oraz w Krakowskich Zakładach Elektronicznych „Unitra-Telpod”, a od 1983 prowadził własną firmę elektrotechniczną. W latach 80. należał do „Solidarności”.
Od 1990 do 1998 był radnym oraz burmistrzem gminy i miasta Dobczyce. W latach 1999–2002 pełnił funkcję członka zarządu województwa małopolskiego, zasiadał w tym samym czasie w Sejmiku Województwa Małopolskiego I kadencji. Mandat uzyskał z ramienia Akcji Wyborczej Solidarność, następnie w trakcie kadencji przeszedł do klubu radnych Platformy Obywatelskiej.
W 2002 powrócił na stanowisko burmistrza Dobczyc, wygrywając pierwsze bezpośrednie wybory z wynikiem 80,52% głosów. Z powodzeniem ubiegał się o reelekcję w kolejnych wyborach, kandydując każdorazowo jako bezpartyjny z ramienia własnego komitetu. W 2006 otrzymał 75,48% głosów, w 2010 – 72,74% głosów, a w 2014 – 80,09% głosów. W 2014 jednocześnie ubiegał się bezskutecznie o mandat radnego sejmiku z ramienia Platformy Obywatelskiej. Zmarł kilka tygodni po rozpoczęciu szóstej kadencji na urzędzie burmistrza. Funkcję pełnił przez niemal 21 lat.
Był inspiratorem powstania w Dobczycach jednej z pierwszych w Polsce stref przemysłowych. Był również wiceprezesem zarządu Związku Gmin Dorzecza Górnej Raby i Krakowa, członkiem Rady Gospodarki Wodnej regionu wodnego Górnej Wisły. W latach 1999–2002 był przewodniczącym kapituły Małopolskiej Nagrody Jakości. Był także prezesem dobczyckiego oddziału Polskiego Towarzystwa Turystyczno-Krajoznawczego oraz członkiem prezydium Aeroklubu Krakowskiego. 
Zmarł 12 stycznia 2015 w Dobczycach.

## Życie prywatne
Syn Franciszka i Marii. Był żonaty z Haliną, mieli czworo dzieci. Został pochowany na cmentarzu w Dobczycach. Nabożeństwo żałobne w dobczyckim kościele i ceremonię pogrzebową prowadzili biskup Jan Szkodoń oraz syn burmistrza –  Adam – ksiądz sercanin.

## Odznaczenia i wyróżnienia
- Krzyż Kawalerski Orderu Odrodzenia Polski (2014)[14]
- Złoty Krzyż Zasługi (2010)[15]
- Srebrny Krzyż Zasługi (2004)[16]
- Medal za Zasługi dla Policji (2013)[17]
- Odznaka honorowa „Krzyż Małopolski” (2014)[18]
- Wyróżnienie za najlepszą inicjatywę lokalną „Widać zmiany”[19]
- Wyróżnienie w konkursie „Najpopularniejszy wójt i burmistrz Małopolski” (2011)[20]
- Złoty Medal Honorowy za Zasługi dla Województwa Małopolskiego (2015, pośmiertnie)[21]